# ヒューゲル床栽培
ヒュ－ゲル床栽培（ヒュ－ゲルしょうさいばい、ヒューゲルクルトア、ドイツ語: Hügelkultur）はドイツや東ヨーロッパで盛んにおこなわれてきた栽培床での農法で、まず下地に枯れ木、次に枯れ草を敷いてその上に土を被せて「ヒューゲル栽培床」（hugel bed）として、堆肥と水持ちを兼ねさせるやり方である。

## 概要
ドイツ語で「ヒューゲル」（ドイツ語: Hügel）は「丘」のことである。森が多いドイツや東ヨーロッパでは、作物を育てる土壌作りに、まず下地に枯れ木、次に枯れ草を敷いてその上に土を被せて小さな丘のようなヒューゲル栽培床（hugel bed）として、堆肥と水持ちを兼ねさせるやり方である。
自然農法の高まりと共に、ヨーロッパだけでなく北米やオーストラリアなどでも行われている。 